# Hans Knauss

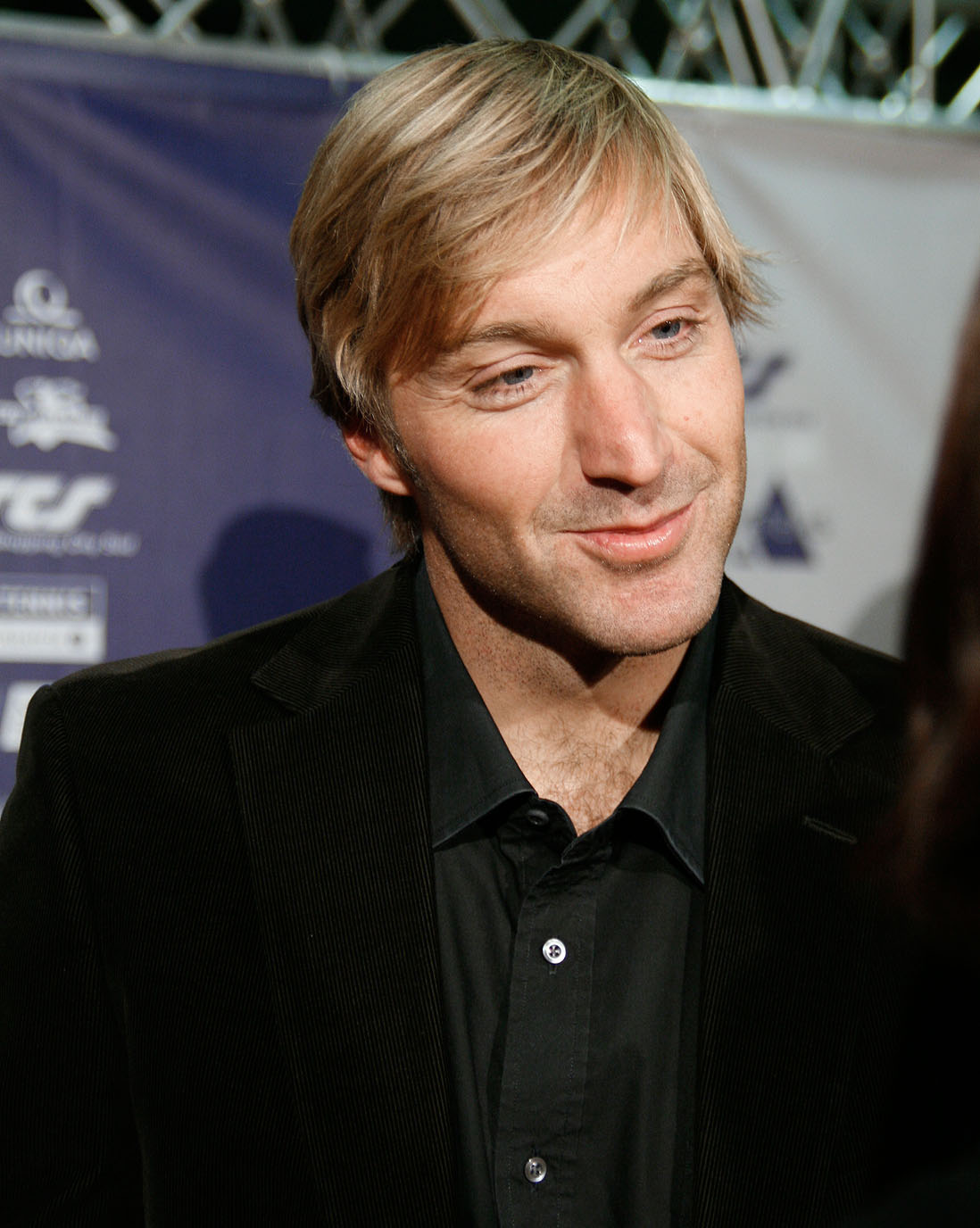
Hans Knauss na vyhlášení rakouského Sportovce roku 2009

Hans Knauss (* 9. únor 1971 Schladming) je rakouský lyžař.

## Vítězství ve Světovém poháru
| Datum | Místo       | Závod       |
| ----- | ----------- | ----------- |
| 1996  | Alta Badia  | Obří slalom |
| 1996  | Valloire    | Super G     |
| 1996  | Val d'Isère | Super G     |
| 1998  | Kvitfjell   | Super G     |
| 1999  | Kitzbühel   | Sjezd       |
| 2003  | Adelboden   | Obří slalom |
| 2003  | Lillehammer | Obří slalom |

## Olympijské hry
- 1994 – Lillehammer:
  - 20. místo – Super G
- 1998 – Nagano
  - Stříbrná medaile – Super G
  - 4. místo – Obří slalom

## Mistrovství světa
- 1996 – Sierra Nevada
  - 16. místo – Sjezd
  - 9. místo – Super G
- 1997 – Sestriere
  - 7. místo – Obří slalom
  - 4. místo – Super G
- 1999 – Beaver Creek
  - Bronz – Super G
  - 4. místo – Sjezd
- 2003 – St.Moritz
  - Stříbro – Obří slalom

## Motorismus
V roce 2006 se aktivně účastnil automobilových závodů FIA GT s vozem Porsche 911GT3 RS.